# Maurice Mathenet
Vous pouvez aider à l'améliorer ou bien discuter des problèmes sur sa page de discussion.
- Il ne cite pas suffisamment ses sources. Vous pouvez indiquer les passages à sourcer avec {{référence nécessaire}} ou {{Référence souhaitée}}, et inclure les références utiles en les liant aux notes de bas de page. (Marqué depuis décembre 2021)
- Son ton est trop élogieux, voire hagiographique. Le texte doit adopter un ton neutre et encyclopédique (aide). (Marqué depuis décembre 2021)

- Archive Wikiwix
- Bing
- Cairn
- DuckDuckGo
- E. Universalis
- Gallica
- Google
- G. Books
- G. News
- G. Scholar
- Persée
- Qwant
- (zh) Baidu
- (ru) Yandex
- (wd) trouver des œuvres sur Wikidata

Maurice Noël Eugène Mathenet, né le 25 mai 1889 à Mâcon et mort le 18 septembre 1961 à Saint-Raphaël (Var) est un général de corps d'armée français, ayant participé aux deux guerres mondiales. Il est le premier général français à avoir reçu la reddition d'un Kampfgruppe allemand le 12 mai 1943 à Zaghouan lors de la campagne de Tunisie. Il est titulaire de cinq citations à l'ordre de l'armée. 

## Biographie
Maurice Mathenet naît le 25 mai 1889 à Mâcon (Saône-et-Loire), 2e enfant et premier fils de Jules Mathenet, gendarme, et de Marie Célestine Prudhon. Il a une sœur, Marie, devenue par la suite directrice de l'école Berliet à Dijon. Issu d'une famille modeste, Maurice Mathenet, boursier, a été mis en pension dès la classe de sixième à Cosne-sur-Loire. Après un baccalauréat « mathématiques élémentaires », il fallait faire 2 ans de classe préparatoire pour l'École Polytechnique, contre seulement un an pour Saint-Cyr. C'est cette année gagnée sur le pensionnat qui lui a fait choisir la carrière militaire. 

### Famille
Le 25 mai 1920, Maurice Mathenet épouse Jeanne Henriette Olympe de Watteville, fille du baron Gérard de Watteville et de Gabrielle née Morin-Pons. Il avait rencontré Jeanne lors de sa convalescence à l'hôpital des Anglais à Sainte-Foy-lès-Lyon où elle était infirmière-major. De leur union sont nés trois enfants : Gabrielle ( - 1940), Claire-Marie et Jacques (1926 - ). 

### Décès
Le général Mathenet est mort le 18 septembre 1961 dans sa villa de Valescure (Var), assassiné par son domestique, probablement pris d'une crise de folie. Lors de l'événement, l'épouse du général a également été grièvement blessée. 

## Carrière militaire
Avant d'intégrer l'école militaire, Maurice Mathenet effectua une année de service comme soldat de 2de classe au 27e Régiment d'Infanterie de Dijon. C'est la seule période de sa vie, adolescente et adulte, qu'il passa proche de ses parents. Le 20 octobre 1909, il intègre l'École Spéciale Militaire de Saint-Cyr comme major de promotion (Promotion de Mauritanie). Dans cette promotion, il côtoiera Jean de Lattre de Tassigny, futur maréchal de France, avec lequel il se liera d'amitié. 

### Première Guerre mondiale
À sa sortie en 1910, il intègre le 12e bataillon de chasseurs alpins en tant que sous-lieutenant. Il est nommé lieutenant le 1er octobre 1912. Lors du déclenchement des hostilités de la Première Guerre mondiale, il ne participe à la campagne que pendant les premières semaines de la guerre. Dès le 2 septembre, une grave blessure causée par un éclat d'obus l'oblige à être évacué. Le 8 octobre 1914, il est cité à l'ordre de l'armée et est nommé chevalier de la Légion d'honneur. À son retour au front, il est affecté au 52e BCA. Il a à peine le temps d'y paraître que le 29 juin 1915 à Metzeral, un éclat d'obus lui brise la clavicule gauche. Il fera sa convalescence à l'Hôpital des Anglais à Sainte-Foy-lès-Lyon où il fait la connaissance de l'infirmière-major Jeanne de Watteville, dite l'Abbesse, qui deviendra sa femme.
Le 29 août 1915, il est affecté comme instructeur au Centre d'Instruction d’Élèves Aspirants de Saint-Cyr où il reçoit, le 3 septembre 1915, son troisième galon de capitaine. Le 18 août 1917, il est détaché à la mission militaire française auprès de l'armée hellénique. De nouveau, il est instructeur au centre d'instruction d'Athènes, où il est chargé du cours d'infanterie. Au mois de décembre de la même année, il rejoint, au sein de l'Armée de Macédoine, l'État-Major de la 14e division grecque avec laquelle il termine la campagne. À l'issue de ces combats, il est à nouveau cité à l'ordre de l'Armée (2 décembre 1918) par le général Franchet d'Espèrey. 

### L'entre-deux-guerres
Le 19 août 1919, il rejoint l'École de guerre où il côtoiera les futurs généraux Alombert, Barré, Dody, Lascroux ainsi que le futur maréchal Juin avec qui il gardera une amitié profonde. Il obtiendra son brevet d'État-Major le 7 décembre 1921 et sera envoyé, grâce notamment à ses connaissances des langues, au Staff College, en Angleterre. Dès son retour, il est mis à la disposition du ministre des Affaires étrangères et envoyé à Genève le 17 octobre 1923 comme secrétaire de la sous-commission militaire au Secrétariat général de la Société des Nations (SDN). C'est dans ces fonctions qu'il est promu chef de bataillon en mars 1928. 
À la fin de son mandat, il est affecté le 14 janvier 1930 au 28e régiment de tirailleurs tunisiens mais, au mois d'août suivant, il est à nouveau mis à la disposition du Secrétariat d'État chargé de la SDN. Lorsque cette mission prend fin, il retourne au 28e RTT en tant que chef de bataillon. En décembre 1933, il est nommé chef d'état-major de la 1re Division d'Infanterie Nord-Africaine (1re DINA) et promu lieutenant-colonel le 25 décembre 1933. 
En septembre 1937, il prend le commandement du 3e régiment de tirailleurs algériens à Bône en Algérie. À la tête de ce régiment, il reçoit le 25 mars 1938 ses galons de colonel. 

### Seconde Guerre mondiale

#### 1940 - Bataille de France
Au début des hostilités avec l'Allemagne nazie, le régiment du colonel Mathenet est envoyé en défense de la ligne Mareth dans le sud tunisien. En novembre 1939, il est nommé chef d'État-Major du 1er Corps d'Armée, commandé par le général Sciard et appartenant à la 4e armée commandée par le général Giraud. En tant que chef d'état-major de ce corps d'armée, il prend part à la Bataille de France. À la mi-novembre 1939, le 1er CA est déplacé vers Dunkerque. Le 10 mai 1940, en réponse à la violation de la neutralité de la Belgique et des Pays-Bas par les troupes allemandes, le 1er CA fit mouvement vers la Belgique avec pour objectif d'entrer en contact avec l'armée néerlandaise. Ce fut chose faite le 12 mai près de Bréda mais l'échec global des Alliés nécessita une retraite précoce afin que le 1er CA ne soit pas isolé.
Le 26 mai, le corps avait reculé jusqu'à la ligne de la Somme, où l'armée française tenta de tenir la position. Dès le 5 juin 1940, les Allemands cassèrent la tête de pont qu'ils tenaient à Péronne et continuèrent leur avancée vers le cœur de la France. À partir du 9 juin, le corps fut impliqué dans un enchaînement de retraites, qui poussa les rescapés du corps jusqu'à la Dordogne qu'ils traversèrent le 24 juin 1940. Les jours suivants, un armistice fut signé et le corps se rassembla dans la région de Mialet et de Thiviers. 
Le 23 juin 1941, le colonel Mathenet fut cité à l'ordre de l'armée par le général Charles Huntziger pour sa gestion des opérations de retraite.

#### Opération Torch
En juillet 1940, il retourne en Afrique du Nord et est nommé adjoint au général Dody, commandant de la région de Meknès. En septembre 1941, il est nommé commandant de la subdivision de Meknès et promu général de brigade le 20 mai 1942. 
Lors du déclenchement de l'opération Torch le 8 novembre 1942, le général Mathenet fut nommé à la tête du Groupement Mobile de Meknès et engagé dans la bataille de Port Lyautey où le débarquement américain de la « Force Goalpost » dirigée par le général américain Lucian Truscott Jr. débuta vers 5h30. Ce dernier se vit opposer une résistance farouche malgré un équipement suranné. Durant trois jours, les troupes françaises furent opposées à la force américaine de débarquement, dans l'attente d'un ordre de cessez-le-feu que Darlan et Juin à Alger et Noguès à Casablanca hésitaient à donner. Il faudra attendre le 10 novembre dans la soirée pour que cet ordre remonte jusqu'aux responsables militaires au Maroc. En effet, le 10 novembre à 22h30, le général Mathenet téléphona au major Hamilton pour lui exprimer sa volonté de rencontrer le général Truscott afin de discuter la cessation des hostilités qui se matérialisa officiellement le 11 novembre 1942 à 4h00. À 8h du matin, les deux généraux se rencontrèrent afin de décider du sort des troupes françaises. Bien que le général américain voulait que les soldats français soient désarmés, il fut finalement décidé le contraire, préservant l'honneur de la troupe et lui permettant de rejoindre plus facilement le camp allié.[style à revoir],,,,.
Finalement, les pertes américaines à Mehdia et Port-Lyautey s'élevèrent à 79 morts et 250 blessés. Côté français, le nombre de morts est estimé entre 250 et 300 hommes.

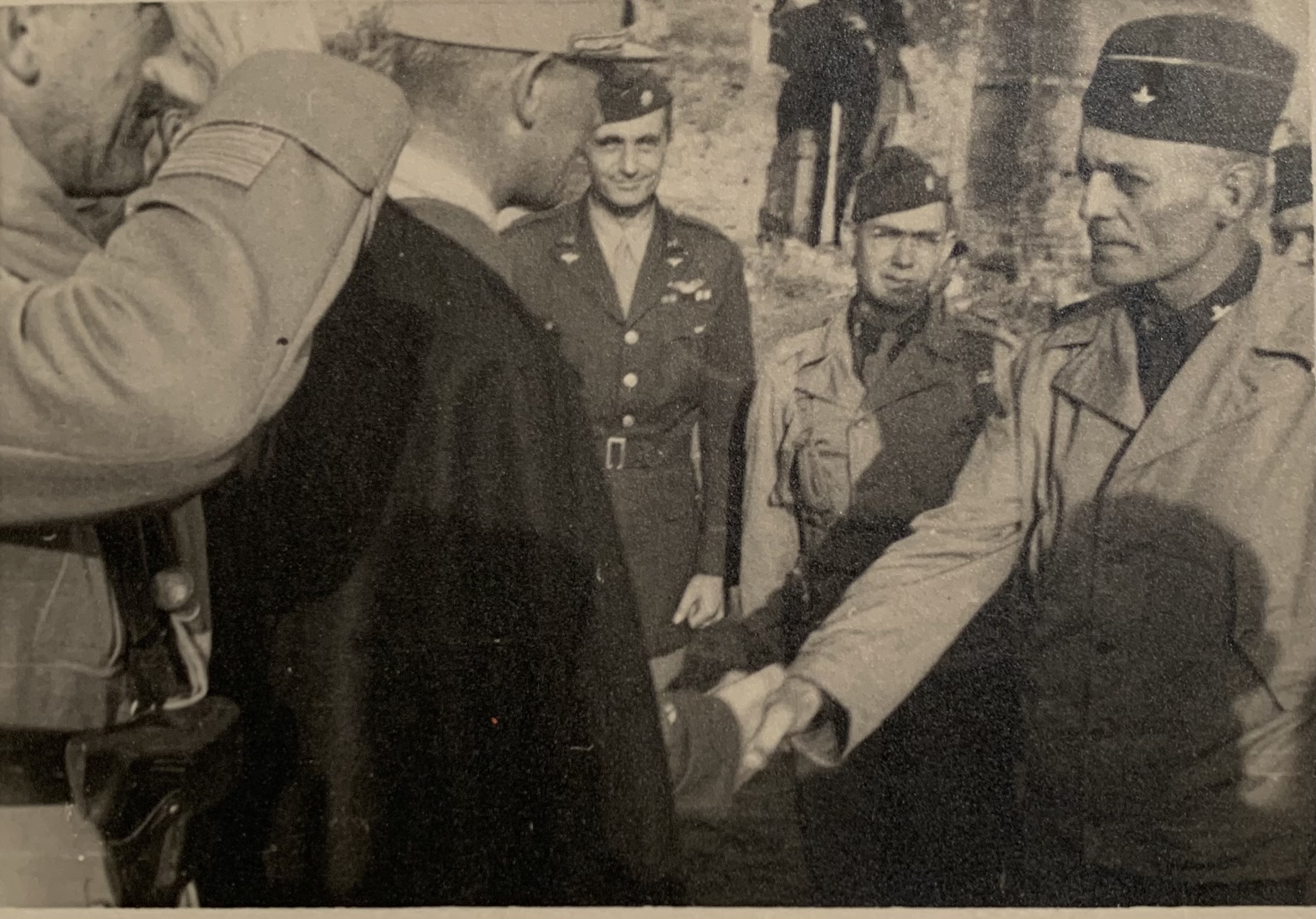
Rencontre entre le général Mathenet et le général US Truscott, commandant de la Force Goalpost lors de l'Opération Torch, 11 novembre 1942.

Le 13 novembre 1942, l'amiral Darlan est reconnu par le général Eisenhower comme Haut Commissaire de France résidant en Afrique du Nord. Le général Giraud devient alors Commandant des forces militaires en Afrique du Nord. Dans la restructuration de l'Armée d'Afrique qui s'ensuivit, le général Mathenet prend le 25 novembre 1942 le commandement de la 1re Division de Marche du Maroc (DMM) avec laquelle il va prendre part à la Campagne de Tunisie. Cette division est incorporée, dès le 1er février 1943 dans le XIXe Corps d'Armée, commandé par le général Koeltz.

#### Campagne de Tunisie[11]
La Division de marche du Maroc fut engagée contre les forces allemandes dès le 27 décembre 1942 lorsque le général Mathenet, arrivé le 22 décembre, reçut la mission d'attaquer sur un axe SO-NE en direction de Pont-du-Fahs. Malgré une défense puissante des forces de l'Axe, la DMM prit rapidement la position ennemie de Henchir-Karachoum (11 janvier), faisant 200 prisonniers et saisissant plusieurs canons et un important matériel. Dans les jours qui suivirent, les Allemands contre-attaquèrent puissamment avec la 10e Panzer et la 334e division d'infanterie et submergèrent les Français. Le général Mathenet ordonna à sa division de se replier sur les pentes du Djebel Bargou, inaccessible aux chars allemands. Bien que les pertes aient été sensibles pour les Français, ce mouvement permit de maintenir des positions défensives solides. 
Au cours de ces combats, la DMM perdit 61 officiers et 2500 sous-officiers et hommes de troupe. Le 29 janvier 1943, le général Mathenet était cité à l'ordre de l'armée par le général Juin.
À la Conférence d'Anfa, du 13 au 24 janvier 1943, fut décidé l'indispensable regroupement des forces alliées sous le commandement du général anglais Anderson. Dans le cadre de cette réorganisation, le général Mathenet prit le 3 février 1943 le commandement d'un Groupement français au nord du dispositif central du XIXe Corps d'Armée afin d'y constituer une solide zone centrale d'amarrage permettant aux corps d'armée voisins d'agir offensivement contre l'Axe. Les effectifs de ce groupement s'élevaient à 490 officiers, 2618 sous-officiers et 13300 hommes de troupe. 
Lors des semaines qui suivirent, le Corps d'Armée Français (CAF), et plus particulièrement la DMM, prit pleinement sa place parmi les forces alliées et permit la reconquête de la dorsale orientale, dernière étape avant la lutte finale pour Tunis. 

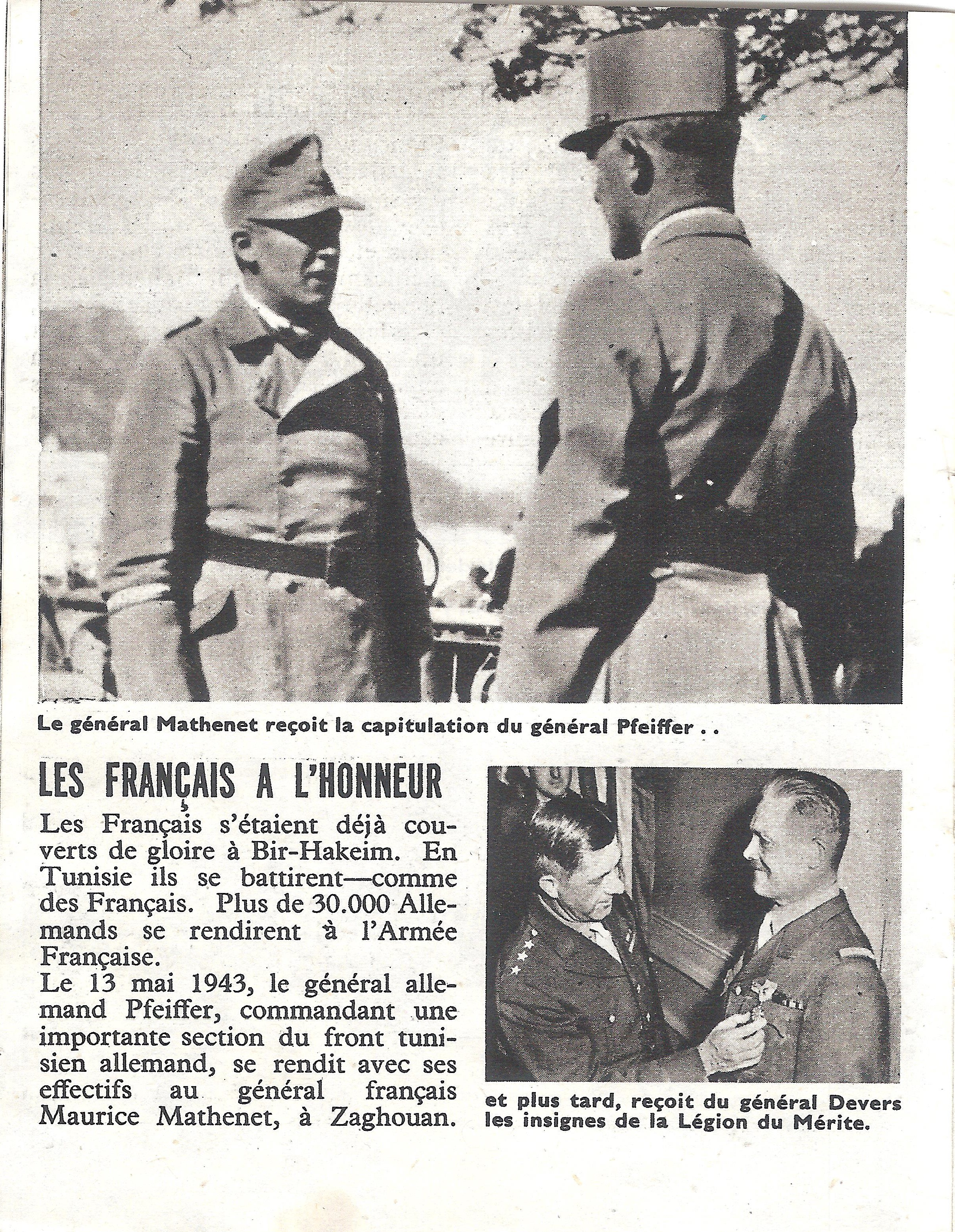
Capitulation du colonel Pfeiffer (qualifié de général par ce document de propagande française) devant Mathenet.

Dès le début de l'offensive finale des alliés le 23 avril 1943, des indices de repli des forces allemandes se font de plus en plus clairs poussant le général Koeltz de demander à la DMM du général Mathenet d'entamer immédiatement la poursuite sur tout le front. En deux jours, les forces françaises se retrouvent au pied des solides défenses de « la forteresse Zaghouan ». L'offensive finale est prévue pour le 5 mai 1943 (opération Strike). La mission dévolue au XIXe Corps est assez ingrate puisque son attaque doit démarrer 2 jours plus tôt. Elle a pour premier objectif de tromper l'ennemi et d'attirer ses faibles réserves en dehors de la zone de l'attaque décisive. La Division Mathenet est chargée de l'effort principal et elle rencontre une opposition d'artillerie assez intense. Dans la nuit du 7 au 8 mai, l'ennemi se resserre sur le Zaghouan et la DMM viendra buter sur une solide ligne de défense. Koeltz désigne alors le Zaghouan comme objectif essentiel et donne l'ordre à ses trois divisions d'entamer une double action d'encerclement. Le 11 mai, la défense de Zaghouan s'effondre et le 12 mai voit la fin des opérations pour la DMM avec la reddition au général Mathenet du Kampfgruppe Pfeiffer de la 21e Panzer et du Régiment d'artillerie italien du colonel Agnello.

#### Londres
À l'issue de la Campagne de Tunisie, le général Mathenet reçut la mission le 1er juillet 1943 d'assurer la liaison entre le général Brooke, chef de l'État-Major Impérial Britannique et le général Giraud, commandant en chef de l'Armée d'Afrique du Nord et co-président avec De Gaulle du Comité français de libération nationale. C'est à l'occasion de cette mission que le général Mathenet fut nommé par Giraud au grade de général de corps d'armée le 25 août 1943. 
Comme de nombreux officiers de l'Armée d'Afrique qui ont servi sous les ordres du général Giraud, le général Mathenet va faire les frais de la lutte politique entre De Gaulle et Giraud pour prendre la tête du CFLN. Cette opposition entre les deux grands hommes va se solder par une mise à l'écart du militaire Giraud au bénéfice du politique De Gaulle, entérinée par la réorganisation du Comité en novembre 1943 dans lequel Giraud ne figure plus. 
Le 1er avril 1944, dans une lettre manuscrite, Giraud annonçait au général Mathenet que le CFLN avait décidé de son départ de Londres et son remplacement par le général Koenig lui-même demandant au général Mathenet de rentrer à Alger pour être mis en réserve de commandement.  

### L'Après-guerre
Il faudra attendre la fin de la guerre et le départ du général De Gaulle en janvier 1946 pour que le général Mathenet retrouve un poste à la hauteur de ses capacités. Après une rencontre avec le nouveau ministre de la guerre Edmond Michelet, le Figaro révélait le 25 février 1946, de manière un peu prématurée, que des changements importants allaient intervenir dans la haut commandement de l'Armée et que le général Mathenet allait remplacer le général Legentilhomme au poste de Gouverneur Militaire de Paris. 
Finalement, c'est à l'étranger que le général Mathenet finira sa carrière puisqu'il fut nommé le 20 août 1946 attaché militaire à l'Ambassade française de Washington. Il y restera 2 ans puis, atteint par la limite d'âge, prendra sa retraite en mai 1948.

## Décorations

### Décorations françaises
- Commandeur de la Légion d'honneur
- Croix de guerre 1914–1918
- Croix de guerre 1939–1945
- Croix du Combattant 14-18
- Médaille Coloniale avec agrafe « Tunisie 1942 - 1943 »
- Médaille Interalliée 14-18
- Médaille commémorative de 14-18
- Médaille commémorative des opérations au Moyen-Orient
- Chevalier du Mérite social
- Commandeur de l'ordre du Nichan Iftikhar (Tunisie)

### Décorations étrangères
- Commander of the British Empire (Angleterre)
- Officer of the Legion of Merit (USA)
- Chevalier de l'Ordre du Sauveur de Grèce (1918)
- Officier de l'Ordre du Lion Blanc (Tchécoslovaquie)
- Croix de guerre hellénique
- Médaille de la Valeur militaire hellénique 4e classe